# Patálie s telecím
Patálie s telecím (v anglickém originále Fun with Veal) je čtvrtý díl šesté řady amerického animovaného televizního seriálu Městečko South Park. Premiéru měl 27. března 2002 na americké televizní stanici Comedy Central.

## Děj
Během výletu na místní jatka kluci zjistí, z čeho se vyrábí telecí maso. Stanou se z nich dětští ekoteroristé a jednou v noci telata z jatek unesou. Kluci se s nimi zamknou ve Stanově pokoji, kde se mu na pokožce vytvoří kožní nemoc. Důvodem je, že odmítá jíst výrobky z masa. Nakonec skončí v nemocnici, kde je mu podána infúze s hovězí krví.

## Produkce
V komentáři k DVD tvůrci uvedli, že chtěli vyvážit své poselství o tom, že nebudou jíst mláďata zvířat, ale zároveň nebudou obhajovat to, aby se lidé zcela zdrželi konzumace masa. Randy Marsh přirovnává chlapce k „malým Johnům Walkerům“. To má být narážka na Johna Walkera Lindha, Američana, který bojoval za Tálibán. Michael Dorn je známý díky roli komandéra poručíka Worfa v seriálech Star Trek: Nová generace a Star Trek: Stanice Deep Space Nine. V této epizodě je vyobrazen v mikině, na níž je logo Pasadena City College, jeho skutečné alma mater. Po odvysílání epizody Dorn prozradil, že je fanouškem seriálu South Park, a kdyby byl požádán, poskytl by pro tuto epizodu svůj vlastní hlas. Sám Dorn je vegan.